# Ran
Ran（らん、2000年8月9日 - ）は、日本のシンガーソングライター。福岡県出身。所属レーベルはB ZONE。

## 略歴
小学生の時から音楽が好きで、友人の影響で阿部真央などのシンガーソングライターの楽曲を聴くようになり、歌を歌い始める。
中学3年生の時に本格的にボーカルスクールに通うようになり、ギターとソングライティングを始める。

## 人物
福岡県出身、2019年3月に東京に上京。
趣味は読書、アイドル鑑賞、長風呂、愛犬マロンの相手。
特技は書道、高速瞬き。 
好きな作家は村上春樹、島本理生。
好きな歌手は阿部真央、きのこ帝国、片平里菜、クリープハイプ、ハルカトミユキ、リーガルリリー、SUNNY CAR WASH、アークティック・モンキーズ、フランツ・フェルディナンド。特に阿部真央とハルカトミユキからはシンガーソングライターとして影響を受けたと語っている。
E-girlsの鷲尾伶菜のことが好きで憧れていた。

## ディスコグラフィ

### シングル
|                              | 発売日                       | タイトル                     | 規格品番                     | オリコン 最高位              |                              |
| インディーズ（Eggsレーベル） | インディーズ（Eggsレーベル） | インディーズ（Eggsレーベル） | インディーズ（Eggsレーベル） | インディーズ（Eggsレーベル） | インディーズ（Eggsレーベル） |
| ---------------------------- | ---------------------------- | ---------------------------- | ---------------------------- | ---------------------------- | ---------------------------- |
|                              | 2020年8月5日                 | 無垢                         | EGGS-046                     | -                            |                              |

### 配信限定シングル
| 発売日         | タイトル                          |
| -------------- | --------------------------------- |
| 2020年2月21日  | 環                                |
| 2020年2月21日  | 蘇生                              |
| 2020年2月21日  | ご飯の食べ方                      |
| 2020年12月25日 | 行方                              |
| 2021年1月29日  | おれんじ (feat. Kei Iwasaki)      |
| 2021年2月26日  | 華たち                            |
| 2021年3月12日  | せかい                            |
| 2021年4月30日  | ねえ                              |
| 2022年10月7日  | 淘汰                              |
| 2022年11月11日 | piece of gum                      |
| 2022年12月16日 | ちょうどいい                      |
| 2023年2月3日   | 立春、坂道にて                    |
| 2023年10月6日  | シトラスを奪って                  |
| 2023年12月20日 | あなたと                          |
| 2024年3月29日  | あの日 feat.新山詩織              |
| 2024年6月24日  | ドリアン feat.mihoro              |
| 2024年9月27日  | Lady Frappuccino, feat.植田真梨恵 |

### アルバム
1. 世存（2022年3月30日）
2. awkwardness（2025年7月30日）

## タイアップ
| 起用年 | タイトル         | タイアップ先                                             |
| ------ | ---------------- | -------------------------------------------------------- |
| 2022年 | ありがとうデビル | テレビ神奈川（tvk）『関内デビル』1月度エンディングテーマ |

## 出演

### テレビ
- 関内デビル（2019年11月-、tvk）コーナーレギュラー

### ラジオ
- Ran Reflection Radio（2020年、エフエム福岡）
- 週刊！Ranマガジン（FMNACK5　79.5MHz）冠番組
- Ranの夜逃げラジオ（2025年 - 、Spotify）[5]